# スティーブン・マーカソン
スティーブン・マーカソン (Stephen Marcussen) は、カリフォルニア州ハリウッドにあるマーカソン・マスタリングの創設者であり、そのチーフ・マスタリング・エンジニアである。
彼によるマスタリングには極めて高い人気があり、30年以上のキャリアにわたって世界中のアーティストの羨望の対象となっている。これまで、ローリング・ストーンズやトム・ペティ、バーブラ・ストライサンド、エルトン・ジョン、フランク・ザッパ、R.E.M.、ストーン・テンプル・パイロッツ、アリス・イン・チェインズ、サーティー・セカンズ・トゥ・マーズ、ベン・ハーパー、ドワイト・ヨアカム、マッチボックス・トゥエンティ、コーン、シャナイア・トゥエイン、日本の浜崎あゆみ、スピッツ、SING LIKE TALKINGなどといった、著名アーティストとの強い結びつきによって培われている。

## 経歴
ジンバブエに生まれ、イングランドの寄宿学校で青年期を過ごす。ロサンゼルスに移ったのち、音楽業界への強い憧れから、音楽プロデューサーのリチャード・ペリーが経営する、LAで最も著名なスタジオであったスタジオ55で用務員として働き始める。用務員を2週間務めたのち、スタジオ内の雑用係になるチャンスを獲得し、その立場を利用してサウンド・エンジニアの技術を観察し習得していった。しばらくして、リチャード・ペリーの個人アシスタント・エンジニアとなった。
1979年に、プレシジョン・ラッカーという当時スタートを切ったばかりのマスタリング施設に力を貸すべくスタジオ55を去るが、これをきっかけにマスタリングを行うようになり、その手腕で名を上げるようになる。ここで務めた20年間でプレシジョンをレコードからデジタル・レコーディングの世界へと主導した。
2000年、カリフォルニア州ハリウッドにマーカソン・マスタリングをオープンさせる。以来、マーカソンの名は現在の全てのオーディオ形式に精通していることで名高い。マスタリングを手がける作品の幅は広く、エアロスミス、スティーヴィー・ワンダー、ポール・マッカートニー、X JAPAN、B.B.キング、プリテンダーズ、ベック、カウンティング・クロウズ、ソロモン・バーク、スマッシング・パンプキンズ、ウィリー・ネルソン、ロッド・スチュワート、カーク・ウェイラム、ラヴ・クラブ、ワールド・エンターテイメント・ウォー、レッド・ホット・チリ・ペッパーズ、プリンス、ニルヴァーナなどの作品にクレジットされている。また、ジャンル、国、メジャーとインディーズの境なくマスタリングを手がける。